# Choghā Sorkh
Choghā Sorkh är en ort i Iran.   Den ligger i provinsen Khuzestan, i den centrala delen av landet, 500 km sydväst om huvudstaden Teheran. Choghā Sorkh ligger 87 meter över havet och antalet invånare är 825.
Terrängen runt Choghā Sorkh är platt, och sluttar söderut.Runt Choghā Sorkh är det ganska tätbefolkat, med 80 invånare per kvadratkilometer. Närmaste större samhälle är Alvān, 17,2 km söder om Choghā Sorkh. Trakten runt Choghā Sorkh består till största delen av jordbruksmark.